# Linia kolejowa Semmering
Linia kolejowa Semmering (niem. Semmeringbahn) – kolej górska w Austrii prowadząca z Gloggnitz przez Semmering do Mürzzuschlag, uznawana, ze względu na bardzo trudne warunki terenowe i znaczne różnice wysokości, za pierwszą w świecie prawdziwą górską kolej; była pierwszą w Europie wysokogórską koleją normalnotorową (o rozstawie toru 1435 mm).
Wyjątkowe walory tej linii kolejowej doceniono już w 1923 roku, kiedy to uznano ją za zabytek i objęto ochroną. Od 1998 roku znajduje się liście światowego dziedzictwa UNESCO.

## Historia
Linia kolejowa została zbudowana w latach 1848–1854. Pracowało przy niej ok. 20 tysięcy robotników; głównym inżynierem był Carl von Ghega, który samodzielnie opracował kilka alternatywnych linii. Ostatecznie wybrał tę, która nie wymagała wydrążenia wielu tuneli. Współautorem projektu linii kolejowej był Polak Jan Antoni Lewicki. Prace zostały podzielona na czternaście odcinków, a wykonanie każdego z nich powierzono innej firmie.
Trasa kolei przebiega przez Alpy Styryjskie; między Gloggnitz (436 m n.p.m.) a Mürzzuschlag (677 m n.p.m.) liczy 41 km długości i pokonuje 457 m różnicy wzniesień. Powstało na niej 14 tuneli o łącznej długości 1477 m, 16 wiaduktów (najdłuższy wiadukt ma 228 m, a najwyższy – 39 m wysokości), ponad sto wyciosanych w skale i jedenaście żelaznych mostów, 57 budynków zaplecza technicznego oraz XIX-wieczne stacje kolejowe i dworce. Znaczna różnica wysokości i ostre łuki torowisk były powodem zastosowania specjalnego wieloczłonowego parowozu Engertha. Wraz z wybudowaniem linii kolejowej na przełęczy powstał pierwszy alpejski kurort – Semmering.
W 1851 r. Carl von Ghega za swoje zasługi otrzymał tytuł szlachecki Ritter. Później jego podobizna oraz widok fragmentu linii przez Semmering zdobiły austriacki banknot 20-szylingowy.
W latach 1945–1955 przez Semmering przechodziła granica stref okupacyjnych – radzieckiej i brytyjskiej. W roku 1952 wybudowano na tej linii jeszcze jeden, najdłuższy tunel, liczący 1,5 km długości. W latach 1957–1959 linia została zelektryfikowana.